# Cottens FR
| FR ist das Kürzel für den Kanton Freiburg in der Schweiz. Es wird verwendet, um Verwechslungen mit anderen Einträgen des Namens Cottens zu vermeiden. |

Cottens (Freiburger Patois Kotinⓘ) ist eine politische Gemeinde im District de la Sarine (deutsch: Saanebezirk) des Kantons Freiburg in der Schweiz. Der frühere deutsche Ortsname Cottingen wird heute nicht mehr verwendet.

## Geographie
Cottens liegt auf 713 m ü. M., 11 km südwestlich der Kantonshauptstadt Freiburg (Luftlinie). Das Dorf erstreckt sich an aussichtsreicher Lage am nördlichen Talhang des Ruisseau de Cottens, im Molassehügelland des Freiburger Mittellandes.
Die Fläche des 5,0 km² grossen Gemeindegebiets umfasst einen Abschnitt des leicht gewellten Molasseplateaus zwischen der Broyeebene im Norden und dem Glânetal im Süden. Das Gebiet wird von Westen nach Osten vom Tal des Ruisseau de Cottens durchzogen. Nach Westen reicht der Gemeindebann in die ehemals moorige Senke mit den Weihern von Lentigny. Nördlich des Tals erstreckt sich der Gemeindeboden auf die Hochfläche mit dem Grand Bois (mit 751 m ü. M. der höchste Punkt von Cottens) und bis an den Waldrand von Les Boennes. Südlich des Ruisseau de Cottens befindet sich das Plateau von Rimbochat und Pertet (bis 745 m ü. M.). Nach Osten dacht sich das Plateau allmählich ab und endet im Bois de Chavailles mit einem Vorsprung über dem tief in die Molasseschichten eingeschnittenen Flusslauf der Glâne. Von der Gemeindefläche entfielen 1997 10 % auf Siedlungen, 17 % auf Wald und Gehölze, 72 % auf Landwirtschaft, und rund 1 % war unproduktives Land.
Zu Cottens gehören die Wohnquartiere auf dem Bimont, der Weiler Les Rialets (707 m ü. M.) am westlichen Talhang der Glâne sowie mehrere Einzelhöfe. Nachbargemeinden von Cottens sind La Brillaz, Neyruz, Hauterive, Gibloux und Autigny.

## Bevölkerung
Mit 1508 Einwohnern (Stand 31. Dezember 2023) gehört Cottens zu den mittelgrossen Gemeinden des Kantons Freiburg. Von den Bewohnern sind 93,0 % französischsprachig, 4,4 % deutschsprachig, und 0,7 % sprechen Italienisch (Stand 2000). Die Bevölkerungszahl von Cottens belief sich 1850 auf 268 Einwohner, 1900 auf 403 Einwohner. Nach einem Höchststand 1940 mit 552 Einwohnern nahm die Bevölkerung bis 1970 auf 465 Personen ab. Seither wurde wieder ein deutliches Bevölkerungswachstum verbunden mit einer Verdoppelung der Einwohnerzahl innerhalb von 30 Jahren verzeichnet.

## Wirtschaft
Cottens war bis in die zweite Hälfte des 20. Jahrhunderts ein vorwiegend durch die Landwirtschaft geprägtes Dorf. Noch heute haben der Ackerbau, der Obstbau, die Milchwirtschaft und die Viehzucht einen wichtigen Stellenwert in der Erwerbsstruktur der Bevölkerung. Weitere Arbeitsplätze sind im lokalen Kleingewerbe und im Dienstleistungssektor vorhanden. Seit 1991 ist Cottens Standort eines Alters- und Pflegeheims. In den letzten Jahrzehnten hat sich das Dorf dank seiner attraktiven Lage zu einer Wohngemeinde entwickelt. Viele Erwerbstätige sind deshalb Wegpendler, die hauptsächlich in der Region Freiburg arbeiten.

## Verkehr
Die Gemeinde ist verkehrsmässig gut erschlossen. Sie liegt an der Hauptstrasse von Freiburg nach Romont. Der nächste Anschluss an die Autobahn A12 (Bern-Vevey) befindet sich rund 5 km vom Ortskern entfernt. Am 4. September 1862 wurde die Bahnstrecke Lausanne–Bern von Freiburg nach Lausanne mit einer Haltestelle in Cottens in Betrieb genommen. Für die Feinverteilung im öffentlichen Verkehr sorgt eine Buslinie der Transports publics Fribourgeois, welche die Strecke von Cottens nach Farvagny bedient.

## Geschichte

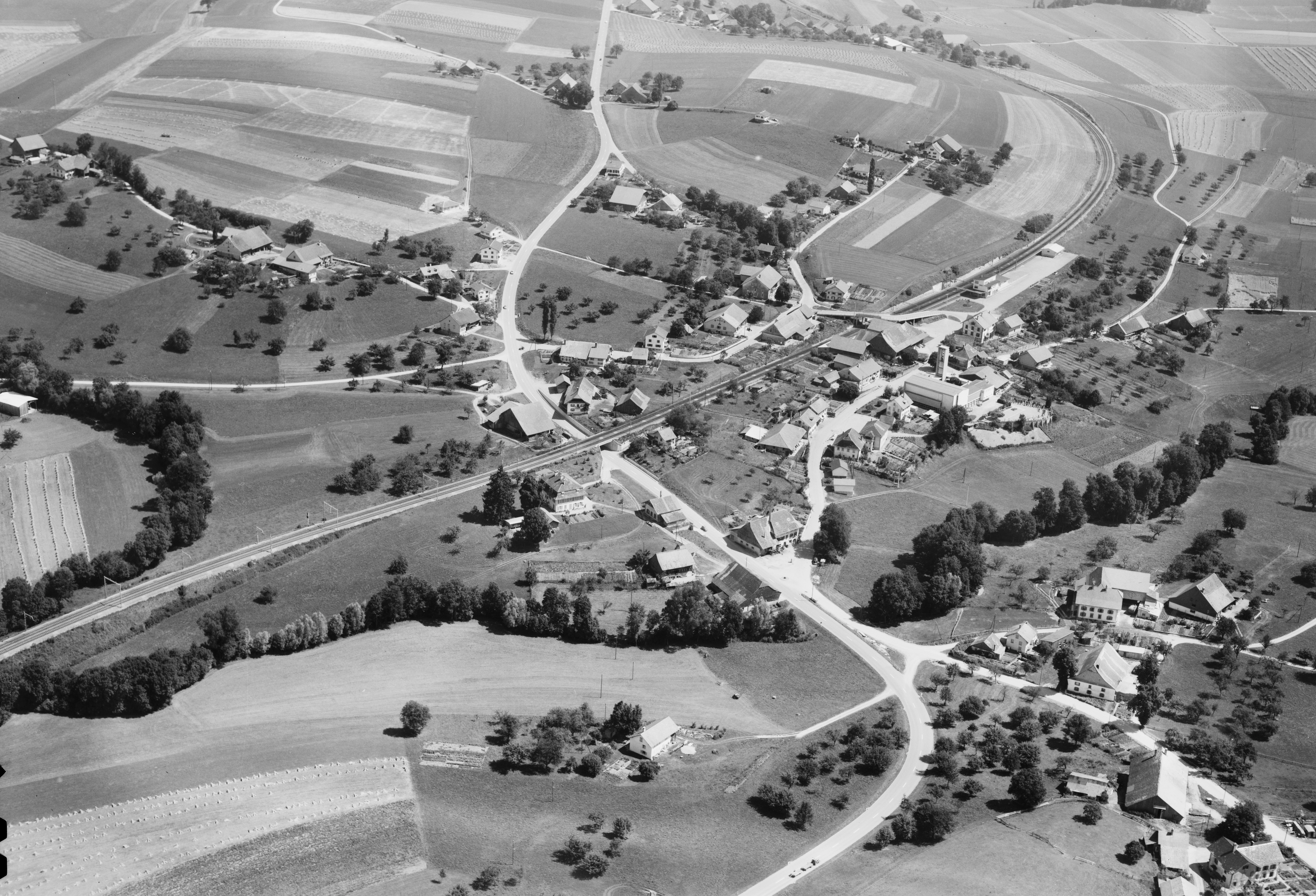
Historisches Luftbild von Werner Friedli vom 16. Juli 1964

Das Gemeindegebiet von Cottens war schon sehr früh besiedelt, was durch den Fund von Spuren aus dem Mesolithikum nachgewiesen werden konnte. Die erste urkundliche Erwähnung des Ortes erfolgte 1142 unter dem Namen Cotens. Später erschienen die Bezeichnungen Cottens (1173), Cotains (1223), Cotteins (1252), Cottin (1445) sowie Coctens, Chotens und Chottens. Der Ortsname ist vom germanischen Personennamen Cotto abgeleitet und bedeutet mit dem Suffix -ens so viel wie bei den Leuten des Cotto.
Im Mittelalter unterstand Cottens zeitweilig der Herrschaft Arconciel. Seit dem 12. Jahrhundert ist eine Adelsfamilie von Cottens erwähnt. Die Herrschaft gehörte ab dem 13. Jahrhundert den Grafen von Neuenburg. Auch die Abtei Hauterive hatte reichen Grundbesitz auf dem Gemeindegebiet. Spätestens 1442 kam Cottens unter die Herrschaft von Freiburg und wurde der Alten Landschaft (Neustadtpanner) zugeordnet. Nach dem Zusammenbruch des Ancien Régime (1798) gehörte das Dorf während der Helvetik und der darauf folgenden Zeit zum Bezirk Freiburg, bevor es 1848 mit der neuen Kantonsverfassung in den Saanebezirk eingegliedert wurde.

## Sehenswürdigkeiten
Seit 1423 besass Cottens die Kapelle Saint-Martin, die 1956 durch eine moderne Kirche ersetzt wurde. Bis 1930 gehörte das Dorf zur Pfarrei Autigny, seither bildet es eine eigene Kirchgemeinde.

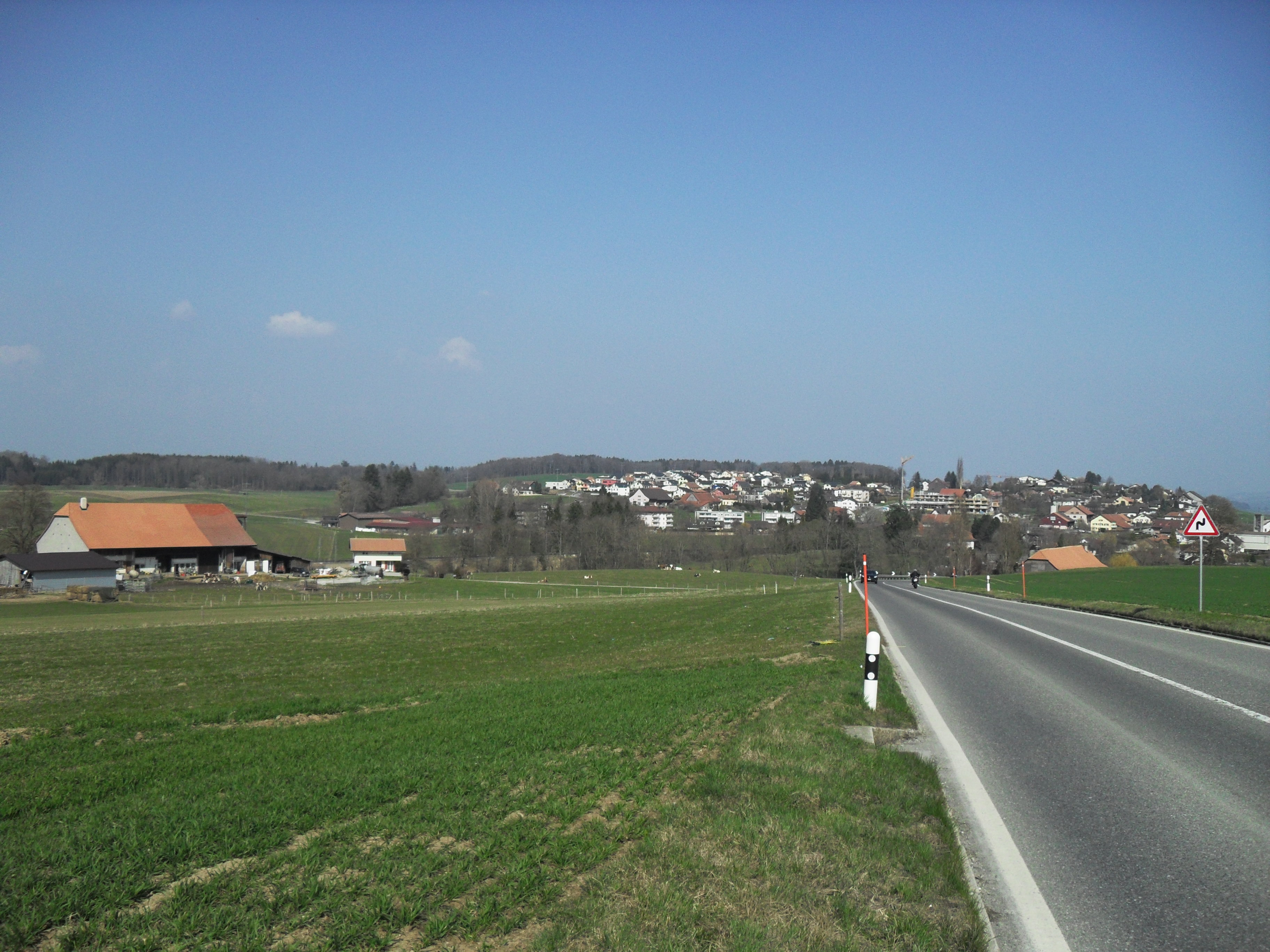
Sicht auf Cottens
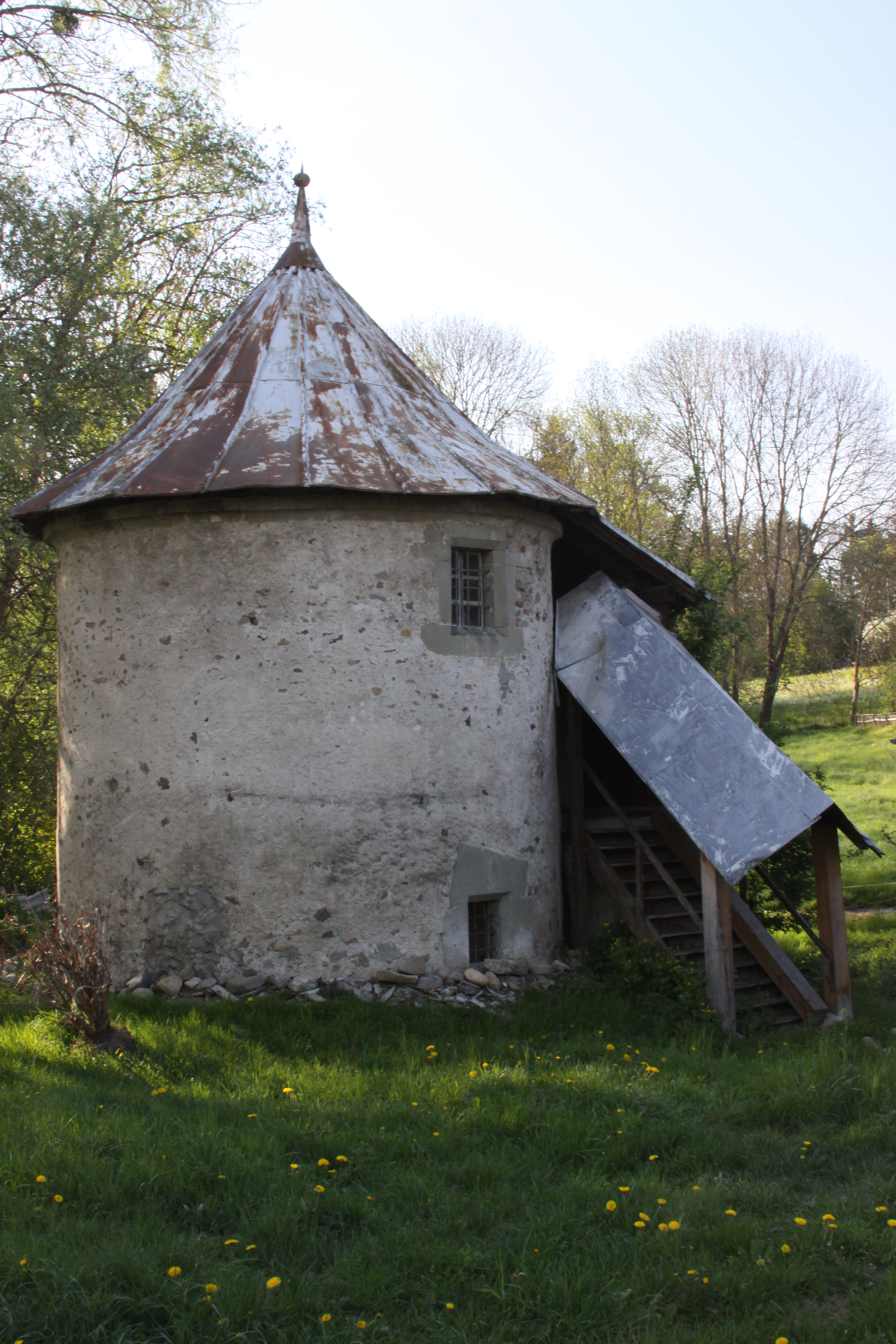
Kornspeicher Kulturgut von nationaler Bedeutung
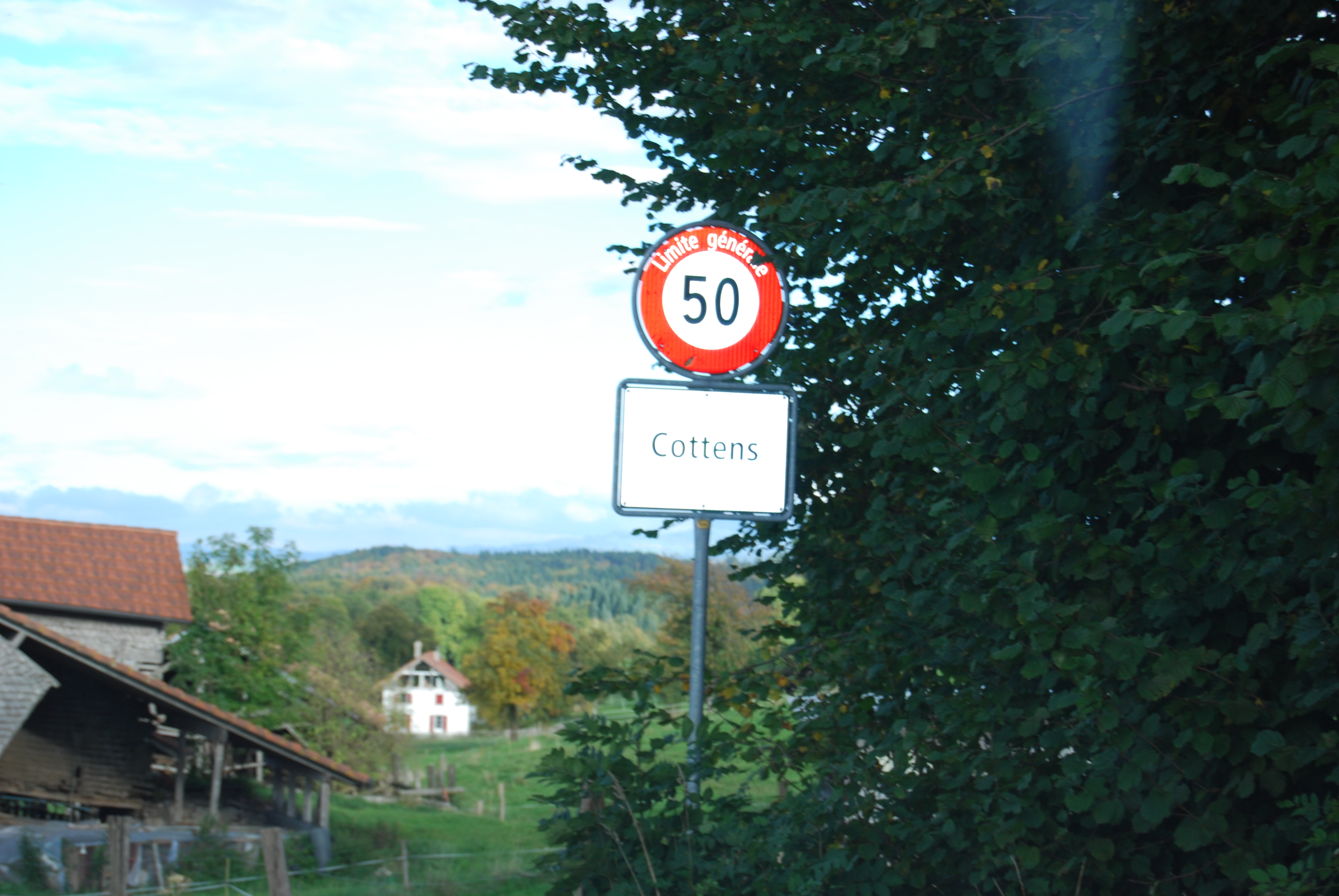
Ortseingang
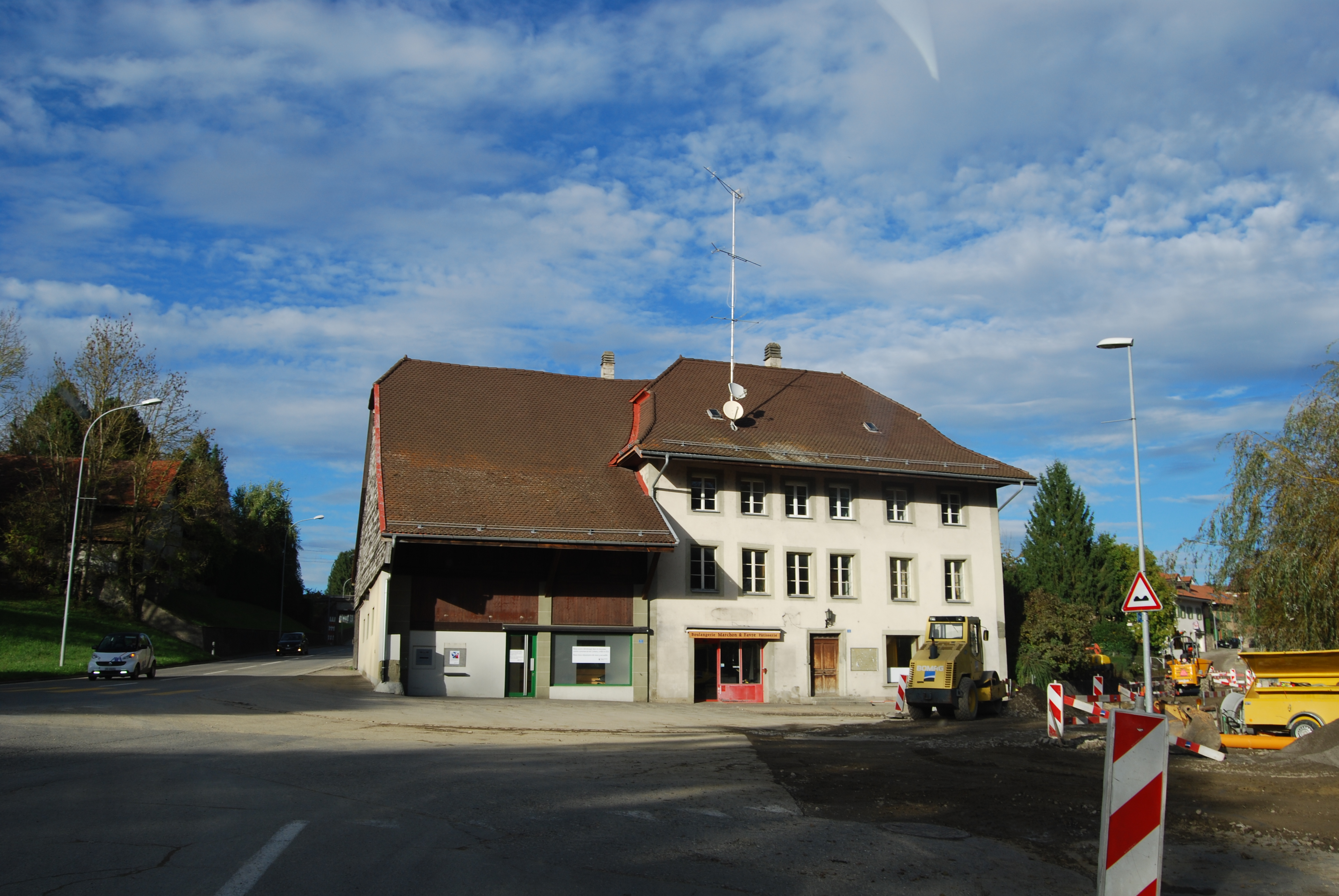
Bäckerei
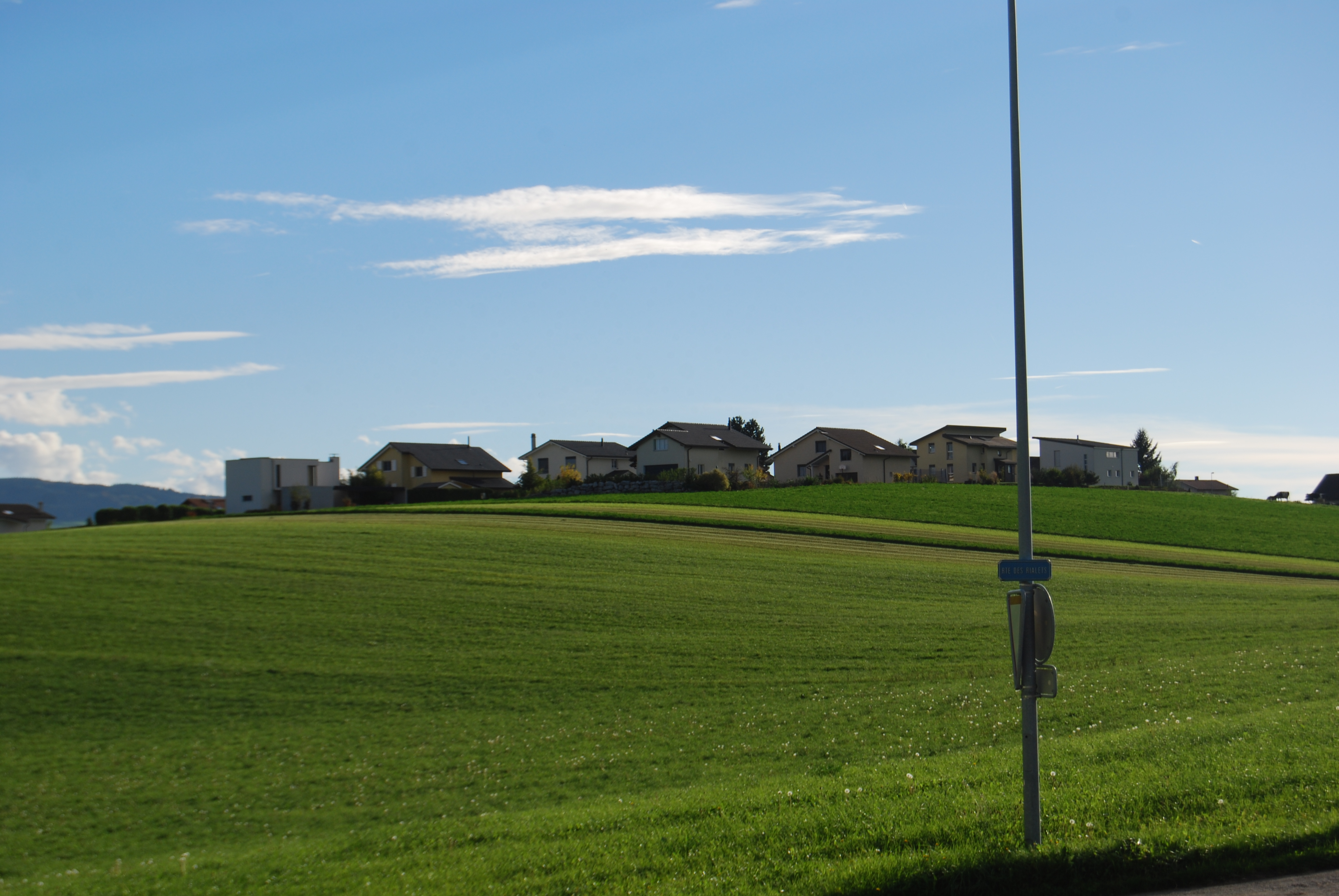
Neubausiedlung